# Harqin
Harqin (en mongol: Харчин, romanizado: Kharchin; transliteración fonética al español,  Jarchin, en chino, 喀喇沁; pinyin, Kāl'qìn) es un condado autónomo bajo la administración directa de la ciudad-prefectura de Chaoyang. Se ubica en la provincia de Liaoning, este de la República Popular China. Su área es de 2232 km² y su población total para 2010 superó los 360 mil habitantes.

## Administración
El condado autónomo de Harqin se divide en 21 pueblos que se administran en 2 subdistritos, 14 poblados y 5 villas.

## Toponimia
El nombre de la región lo toma directamente de los Harqin (también escrito Kharchin, Kharachin Qaracin, Kalaqin) un subgrupo de mongoles que residen principalmente, y originalmente en el noroeste de Liaoning y Ulanhad. 
Debido a que eran famosos por destilar Khara`airag (kumis negro) khara significa negro, los mongoles los llamaron Kharachin que significa pastor del kumis negro .

## Historia
En la dinastía Qing, en el octavo año de Tiancong (1634) se estableció una tierra de pastoreo para los Ministerios mongoles. El Ministerio de Harqin se organizó en dos banderas y se nombraron según su posición; Harqin Derecha y Harqin Izquierda. 
En 1935 La Bandera del ala izquierda de los Harqin (喀喇沁左翼旗) fue establecida y gobernó la provincia de Liaoning, mientras el ala derecho gobernaba en la región de Ulanhad. En 1940 se eliminó el término "ala/flanco" (翼) y pasó a llamarse Bandera izquierda de Harqin (喀喇沁左旗). En 1946, se estableció la Bandera Izquierda del Gobierno Popular de Harqin (喀喇沁左旗人民政府) que puso fin a la historia de las particiones de Mongolia y Han. 
En octubre de 1957, la 58.ª reunión del Consejo de Estado aprobó la abolición del establecimiento Bandera y el 1 de abril de 1958, se estableció el Condado autónomo mongol del ala izquierda de los Harqin.

## Clima
| Parámetros climáticos promedio de Harqin (1981−2010) | Parámetros climáticos promedio de Harqin (1981−2010) | Parámetros climáticos promedio de Harqin (1981−2010) | Parámetros climáticos promedio de Harqin (1981−2010) | Parámetros climáticos promedio de Harqin (1981−2010) | Parámetros climáticos promedio de Harqin (1981−2010) | Parámetros climáticos promedio de Harqin (1981−2010) | Parámetros climáticos promedio de Harqin (1981−2010) | Parámetros climáticos promedio de Harqin (1981−2010) | Parámetros climáticos promedio de Harqin (1981−2010) | Parámetros climáticos promedio de Harqin (1981−2010) | Parámetros climáticos promedio de Harqin (1981−2010) | Parámetros climáticos promedio de Harqin (1981−2010) | Parámetros climáticos promedio de Harqin (1981−2010) |
| Mes                                                  | Ene.                                                 | Feb.                                                 | Mar.                                                 | Abr.                                                 | May.                                                 | Jun.                                                 | Jul.                                                 | Ago.                                                 | Sep.                                                 | Oct.                                                 | Nov.                                                 | Dic.                                                 | Anual                                                |
| ---------------------------------------------------- | ---------------------------------------------------- | ---------------------------------------------------- | ---------------------------------------------------- | ---------------------------------------------------- | ---------------------------------------------------- | ---------------------------------------------------- | ---------------------------------------------------- | ---------------------------------------------------- | ---------------------------------------------------- | ---------------------------------------------------- | ---------------------------------------------------- | ---------------------------------------------------- | ---------------------------------------------------- |
| Temp. máx. abs. (°C)                                 | 12.7                                                 | 20.3                                                 | 28.5                                                 | 32.6                                                 | 39.2                                                 | 38.5                                                 | 42.0                                                 | 39.3                                                 | 35.6                                                 | 31.0                                                 | 21.7                                                 | 18.6                                                 | '                                                    |
| Temp. máx. media (°C)                                | -1.5                                                 | 2.8                                                  | 9.6                                                  | 18.7                                                 | 24.9                                                 | 28.6                                                 | 30.0                                                 | 29.1                                                 | 25.0                                                 | 17.7                                                 | 7.7                                                  | 0.7                                                  | 16.1                                                 |
| Temp. media (°C)                                     | -9.4                                                 | -4.9                                                 | 2.5                                                  | 11.9                                                 | 18.4                                                 | 22.5                                                 | 24.6                                                 | 23.3                                                 | 17.8                                                 | 10.1                                                 | 0.5                                                  | -6.6                                                 | 9.2                                                  |
| Temp. mín. media (°C)                                | -15.4                                                | -11.2                                                | -3.8                                                 | 5.1                                                  | 11.7                                                 | 16.6                                                 | 19.9                                                 | 18.2                                                 | 11.4                                                 | 3.6                                                  | -5.2                                                 | -12.2                                                | 3.2                                                  |
| Temp. mín. abs. (°C)                                 | -29.6                                                | -25.6                                                | -20.1                                                | -8.0                                                 | 1.3                                                  | 6.9                                                  | 12.0                                                 | 8.5                                                  | -0.5                                                 | -8.4                                                 | -21.4                                                | -25.8                                                | '                                                    |
| Precipitación total (mm)                             | 1.7                                                  | 2.0                                                  | 7.7                                                  | 24.8                                                 | 43.1                                                 | 83.9                                                 | 127.3                                                | 102.5                                                | 46.2                                                 | 23.8                                                 | 6.9                                                  | 2.0                                                  | 471.9                                                |
| Humedad relativa (%)                                 | 47                                                   | 40                                                   | 37                                                   | 41                                                   | 48                                                   | 61                                                   | 73                                                   | 74                                                   | 66                                                   | 57                                                   | 51                                                   | 50                                                   | 53.8                                                 |
| Fuente: China Meteorological Data Service Center     |                                                      |                                                      |                                                      |                                                      |                                                      |                                                      |                                                      |                                                      |                                                      |                                                      |                                                      |                                                      |                                                      |